# 阿尔贝托·布莱斯特·加纳
阿尔贝托·布莱斯特·加纳（西班牙語：Alberto Blest Gana，1830年5月4日—1920年11月9日），智利小说家、外交官，生于爱尔兰裔家庭，早年学习军事工程，後作为外交官出使美、英、法等国，并长期侨居法国直到逝世。他是智利现实主义文学的代表作家，其文风深受法国作家巴尔扎克影响，亦被誉为“智利的巴尔扎克”，著有《马丁·里瓦斯》、《在光复时期》等。

## 生平
阿尔贝托·布莱斯特·加纳于1830年5月4日（一称6月16日）出生于圣地亚哥，是爱尔兰裔医师威廉·康宁汉姆·布莱斯特与其妻玛丽亚·德·拉·卢斯·加纳（María de la Luz Gana）的第三个孩子，早年学习军事工程并任职于智利军队，并接触了狄更斯、巴尔扎克、司汤达等欧洲作家的作品，而巴尔扎克作品的现实主义也对其日后文风的形成影响深刻，1847年，他前往法国进修军事學，并目睹了1848年革命在法国的发生:28-29。1851年在法国学成後，他回到智利，成为军事学院教授及智利大学测绘员。自1853年起，布莱斯特·加纳开始发表文学作品，先后发表了《社会一景》（Una escena social）、《欺骗与醒悟》（Engaños y desengaños）、《初恋》（El primer amor）、《一家之长》（El jefe de familia）、《胡安·德·阿里亚》（Juan de Aria）等，1854年10月12日，他与卡门·巴斯库尼扬（Carmen Bascuñán）成婚，巴斯库尼扬与他白头偕老，并长期帮助他抄写著作:28-29。
1860年，智利大学举办了一场文学竞赛，而布莱斯特·加纳则凭借小说《爱情的算术》（La aritmética del amor）获得大学颁发的文学奖，亦成功在智利文坛崭露头角，此后，他还发表了《马丁·里瓦斯》、《一个傻瓜的理想》（El ideal de un calavera）等长篇小说:30。1867年以后，布莱斯特·加纳获智利政府任命，先后担任驻美国、英国及法国的特命全权代表，在外交官任内，他频繁处理智利与各国间政治外交活动，并曾一度停止文学创作，在法国任职期间，他也透过外交手段阻止了安托萬·德·图南返回巴塔哥尼亚复辟阿劳坎尼亚和巴塔哥尼亚王国:28，在其努力下，智利也得以加入万国邮政联盟:95，在硝石战争期间，他还试图阻止秘鲁从欧洲购买武器。
1887年离开外交部门後，布莱斯特·加纳一直旅居法国，并在晚年继续创作:138，先后发表了《在光复时期》（Durante la Reconquista）、《移居者》（Los trasplantados）、《疯子埃斯特罗》（El loco estero）等作品，1911年，妻子巴斯库尼扬逝世後，他内心受到巨大打击，但仍然完成了最后一部小说《格拉迪斯·费尔菲尔德》（Gladys Fairfield）:30，此后他不再创作，直到1920年于巴黎逝世:28，安葬于拉雪兹神父公墓。

## 文学
布莱斯特·加纳早年博览群书，接触了巴尔扎克、司汤达、狄更斯等作家的作品，又曾在法国留学，深受巴尔扎克作品的影响，并主张将后者代表的现实主义文学引入智利。其早年作品多以爱情为主题，具有浪漫主义色彩。1860年发表《爱情的算术》后，其作品以长篇小说为主，创作风格开始由浪漫主义转向现实主义，中国学者方瑛还将他在19世纪60年代发表的三部作品《马丁·里瓦斯》、《一个傻瓜的理想》、《爱情的算术》视为其“三大杰作”:29-30，而他晚年发表的作品《在光复时期》、《移居者》仍为现实主义作品，但摆脱了巴尔扎克文风的影响，具有自己独特的风格。布莱斯特·加纳在世时，不少智利评论家对其作品评论颇高，甚至称其为“南美洲最伟大的小说家”、“拉美十九世纪的杰出代表”、“上个世纪西班牙美洲最伟大的现实主义作家”，方瑛还认为其作品可以匹敌司汤达与托尔斯泰，不过，其作品过度使用法文而非西班牙语，情节缺乏统一性，缺乏對自然风貌的描述等缺点也受到了文学评论家阿图罗·托雷斯·里奥塞科等人的批评。
1862年出版的《马丁·里瓦斯》是布莱斯特·加纳的代表作品，这部小说以1851年智利革命为背景，讲述了出身贫寒的青年马丁·里瓦斯与富家千金莱昂诺尔（Leonor）两人的爱情故事，里瓦斯因参加革命被投入死牢，但在莱昂诺尔的帮助下越狱脱逃，最终亦与莱昂诺尔成为眷属。《马丁·里瓦斯》是19世纪拉丁美洲现实主义文学的代表作之一，布莱斯特·加纳亦透过该作批判了豪门贵族的势利贪婪，纨绔子弟的平庸无能、愚昧无知和游手好闲，也肯定了勤奋聪颖、正直热情的里瓦斯，以及敢于挑战世俗眼光的莱昂诺尔等新兴资产阶级代表人物。

## 延伸阅读
- Blest Gana, Alberto. . 由赵德明翻译. 北京市: 北京大学出版社. 1981. CSBN 10209·9. OCLC 298738242 （中文（中国大陆））.